# 阿久津謙二
阿久津 謙二（あくつ けんじ、1883年（明治16年）9月22日 - 1965年（昭和40年）12月26日）は、日本の英語教育者。東京商科大学（現一橋大学）専門部教授を務めた。

## 人物・経歴
栃木県下都賀郡稲葉村の農家の二男として生まれる。1902年栃木県立中学校（現栃木県立栃木高等学校）卒業。1910年ミネソタ大学卒業、LLB（法学士）。
栃木県立中学校教諭、栃木県立商業学校（現栃木県立宇都宮商業高等学校）教諭を経て、1914年広島県立広島商業学校（現広島県立広島商業高等学校）教諭。1918年山口高等商業学校（現山口大学）教授。同年東京高等商業学校（現一橋大学）教授。
1920年東京商科大学（現一橋大学）予科教授、中央大学予科講師。1935年東京商科大学予科主事。1936年東京商科大学附属商学専門部教授。1938年勲四等瑞宝章受章。1944年退官、叙正四位、叙従三位。

## 親族
長男阿久津桂一は東京商科大学講師在任中早逝した。三女智惠子は吉永榮助一橋大学名誉教授の妻。

## 著作

### 著書
- 『英文物語論文抄』尚文堂 1920年
- 『最新英米略語辞典』一橋書房 1953年
- 『最新英米略語辞典追録』一橋書房 1956年

### 編著
- 『モツクエグザミネエシヨンクエツシヨンズ』成業堂 1924年
- 『パッセーヂス・フロム・エミネント・オーサーズ』成業堂 1934年

### 編書
- 『ジユリイスプルーデンス』興文社 1936年

### 訳書
- ジョン・C・ベーカー『重役と経営』（米沢甚二と共訳）一橋書房 1951年